# L'hora final
L'hora final (títol original en anglès: On the Beach) és una pel·lícula estatunidenca dirigida per Stanley Kramer, estrenada el 1959. És una adaptació de la novel·la homònima del britànic Nevil Shute (1899-1960). Ha estat doblada al català.

## Argument
La Tercera Guerra mundial i nuclear s'ha posat en marxa. Austràlia és l'últim continent que sobreviu en l'espera inexorable de ser afectada per les mortals radiacions. L'acció se situa a Melbourne i es concentra en les últimes setmanes de la vida d'algunes persones. Es segueixen sobretot els amors desesperats de Moira Davidson i de Dwight Towers, capità d'un submarí americà que patrullava en el Pacífic en el moment del bombardeig i els últims esdeveniments en la vida de la jove parella Holmes i del seu cercle.
L'esperança que quedin altres supervivents és mantingut durant un temps per la recepció de senyals intermitents de tipus Morse desordenats, però el descobriment del seu origen hi posarà fi.
Última imatge de la pel·lícula :
| «                                                                         | There is still time ... brother (Hi ha encara temps...germà) | » |
| — Inscrit en una banderola que flota en el vent d'un món mort contaminat. |                                                              |   |

## Repartiment
- Gregory Peck: Dwight Towers
- Ava Gardner: Moira Davidson
- Fred Astaire: Julian Osborn
- Anthony Perkins: Tinent Peter Holmes
- Donna Anderson: Mary Holmes
- John Tate: Amiral Bridie
- Harp McGuire: Tinent Sunderstrom
- Lola Brooks: Tinent Hosgood
- Guy Doleman: Farrel
- Lou Vernon: Davidson
- Ken Wayne: Benson
- John Meillon: Swaim

## Premis i nominacions[calcitació]

### Premis
- 1959: National Board of Review: classificat com un dels deu millors films de l'any
- 1960: Globus d'Or a la millor banda sonora original per Ernest Gold
- 1960: BAFTA: Premi de l'ONU a Stanley Kramer
- 1961: Blue Ribbon Awards a la millor pel·lícula en llengua estrangera a Stanley Kramer

### Nominacions
- 1960: Oscar al millor muntatge per Frederic Knudtson
- 1960: Oscar a la millor música per Ernest Gold
- 1960: Globus d'Or a la millor pel·lícula dramàtica
- 1960: Globus d'Or al millor director per Stanley Kramer
- 1960: Globus d'Or al millor actor secundari per Fred Astaire
- 1960: Globus d'Or de la millor promoció per l'entente international
- 1960: BAFTA a la millor actriu per Ava Gardner

## Producció[calcitació]

### Rodatge
- Període preses de vista: gener de 1959 al 27 de març de 1959
- Exteriors :
  - Austràlia: Melbourne i voltants. En record del rodatge a Melbourne, tres carrers llavors en construcció porten els noms dels membres simbòlics del seu equip: Gardner Street, Kramer Drive i Shute Avenue...
  - Califòrnia: Circuit de Riverside (Comtat de Riverside) per a les seqüències de carreres de cotxe.

## Rebuda
- Ava Gardner:[3]

| « | L'hora final és estrenada de manera simultània a divuit capitals el 17 de desembre de 1959. La idea era imposar la pel·lícula com la que cal haver vist quan només hauries de veure una sola pel·lícula a la teva vida. El Journal American de Nova York, per exemple, ha titulat: «L'hora final» té l'impacte d'una bomba. » Arreu on la pel·lícula s'ha projectat, ha suscitat controvèrsies. el New York Daily News, en un editorial, l'ha qualificat de «pel·lícula derrotista», explicant que « el pensament que el sosté obre la via a l'esclavitud final de tot el gènere humà». Fins i tot un observador tan aristocràtic com Stewart Alsop s'ha cregut obligat a dir: «És inexacte que una guerra atòmica tindria per resultat la mort de tot el món i la destrucció completa del Món, com a L'hora final . » Pel que fa a la meva actuació, les crítiques aparentment no arribaven a dir el que era el més sorprenent: la qualitat del meu paper, o el meu costat lleig, psíquicament. Newsweek il·lustra bé aquesta tendència decretant que «Miss Gardner mai no ha estat tan lletja, ni tan eficaç». Honradament, me'n fumia de la seva opinió. Estava orgullosa d'haver participat en aquesta pel·lícula, orgullosa del missatge que vehiculava. | » |

- Gilles Gressard:[5]

| « | Kramer mira la gent viure aquests últims moments i escollir la seva manera de supervivència temporal o el seu suïcidi. Encara que molt lent i molt poc espectacular, L'hora final és una pel·lícula que t'enganxa i s'aprova el cinisme del savi interpretat per Fred Astaire quan comenta amb ironia: Qui no ha cregut mai que podríem mantenir la pau organitzant la nostra defensa amb les armes que tota utilització fa suïcida ! | » |